# Javna politika
Javna politika je principijelni vodič za postupanje upravnih izvršnih grana države u donošenju odluka, u skladu sa zakonima i propisima.

## Značenje
Temelj javne politike sastoji se od nacionalnih ustavnih zakona i propisa. Dalje mogu biti uključena i sudska tumačenja i propisi koji proizilaze iz zakona. Javna politika se smatra snažnom kada efikasno i delotvorno rešava probleme, služi i podržava vladine institucije i politike i podstiče aktivno građanstvo.
Neki definišu javnu politiku kao sistem "akcija delovanja, regulatorne mere, zakone i prioritete finansiranja u vezi s određenom temom koju objavljuje vlada ili njeni predstavnici." Javna politika se obično zasniva na "ustavima, zakonodavnim aktima" i sudskim odlukama“
Javna politika i pored velikog broja studija koje se bave ovom materijom, nema jedinstvenu definiciju. Ipak postoje neke od uspešnijih koje obuhvataju glavne činioce ovog fenomene. Javna politika je aktivnost vlasti kao odgovor na društvene probleme. Društveni problem je stanje koje je za javnost neprihvatljivo pa stoga traži intervenciju, promenu datog stanja i rešenje.
Rešavanje datih problema može inicirati i pokrenuti vlast (svaki od nivoa vlasti), privatna lica (pojedinci ili organizacije, grupe) ili vlast i privatna lica u nekom vidu aranžmana.
Za rešavanje nekih problema je zadužena država a za druge opet lokalne vlasti, pa u skladu sa podelom nadležnosti se i određuju uloge svakog od aktera vlasti. Njihovi odnosi mogu biti nadređeni (da država prenosi realizaciju nekih poslova na lokalni nivo), mogu biti partnerski (saradnja i kooperacija pri kreiranju i realizovanju politika) ili autonomni (svaki nivo realizuje poslove u sopstvenoj nadležnosti). Ova treća pozicija u krajnjem uvek na neki način uključuje i druge aktere, ako ništa drugo ono po konačnim posledicama sprovedenih politika.
David Easton daje definiciju javne politike apstraktnije, ističući mogućnost alokacije određenih vrednosti koje društvo smatra najhitnijim. Otuda on slikovito opisuje politiku kao autoritativnu alokaciju vrednosti za društvo“.
U svakom sistemu, u zavisnosti od stepena decentralizacije i razvijenosti tržišta (tržišne relokacije resursa) rešenja javnih politika mogu biti razrešavana na različite načine. U tom kontekstu se otvara mogućnost da određenu politiku kreira vlast (država i/li lokalne vlasti), da se nalaženje rešenja za određene socijalne probleme (u celini ili nekim aspektima) prepusti delovanju tržišnih zakona ili da se otvori više opcija a da se konačno prepusti pojedincu da kreira sopstveni izbor prema svojim potrebama.
Analize javne politike omogućavaju kritičko promišljanje svih ovih opcija i kreiranje najoptimalnijih socijalnih aranžmana s aspekta što veće demokratičnosti i prilagođavanja politika i usluga potrebama građana, zatim otvaranje dovoljnog prostora za kreiranje opcija koje građanima obezbeđuju mogućnost izbora optimalnog rešenja ili seta usluga kao i stalne prisutnosti principa efektivnosti, efikasnosti i jednakosti svih građana u pogledu dostupnosti javnih usluga.

## Javne politike u odnosu na politike
Studije javne politike otvaraju šansu za razumevanje procesa donošenja odluka, bolji uvid u sve faze odlučivanja i konačno za shvatanje koji se akteri, iz kojih interesa, pobuda i motiva zalažu za određene opcije, kako se javno razrešavaju postojeći konflikti i kako se konačno oblikuje, realizuje, nadgleda i vrednuje data politika.
Sadržaji procesa kreiranja konkretnih politika su veoma raznovrsni i promenljivi, pa je otuda i proces analize kompleksan, specifičan za svaku situaciju a rezultati su raznovrsni. Otuda je veoma bitno istaći osnovne principe kreiranja javnih politika koji se lako mogu primeniti na sve raznovrsne situacije.
U ovim procesima je veoma bitno identifikovati i razgraničiti fenomene kao što su: vlast, vlada, politika, javna politika i politička analiza.
U pogledu vlasti važno je razlikovati organe, princip podele i uzajamne kontrole (ravnoteže) vlasti, kao i značajan princip decentralizacije kojim se uspostavlja mreža lokalnih vlasti. U ovoj vrsti studija je veoma bitno identifikovati u čijoj nadležnosti se nalazi materija koju data javna politika treba da uredi, i koji tip odnosa se u tom kontekstu uspostavlja između raznih nivoa vlasti.
U analizama i razgraničavanjima politike i javnih politika dato je mnoštvo definicija i analiza. Harold Lasvel je definisao politiku kao „aktivnost koja se bavi pitanjima ko dobija šta, kad i kako“. U ovoj kratkoj definiciji Lasvel je spojio aktere, njihove interese i moć kroz konačne ishode realizovanih politika.
Politika svakako obuhvata moć i uticaj na društvo u procesu kreiranja politika, njihovim oblikovanjem i konačno analizom koja pokazuje koji socijalni subjekti dobijaju a koji gube realizacijom tih politika. Vlast je bitan činilac politike i predstavlja društveni odnos u kome određeni socijalni subjekt može drugima nametnuti određeni model ponašanja tako da ga oni moraju prihvatiti.
U kontekstu odnosa politike i javnih politika, obično se politika posmatra kao proces uspostavljen i održavan od strane vlasti, radi kreiranja i realizacije javnih politika.
Sastavni i važan deo politike čini proces izbora putem koga građani biraju svoje političke predstavnike i formiraju organe vlasti na svim nivoima. Ovaj proces, njegove vrednosti, principi po kojima se odvija i uspostavljene procedure predstavljaju temelj kreiranja političkog života jer uspostavlja mrežu formalnih političkih institucija i aktera, koji imaju veliki značaj u ovim procesima.
Procesi odlučivanja su takođe bitni za analizu javnih politika u skoro svim fazama. Ukoliko je sistem otvoren i transparentan i ostavlja dovoljno prostora građanima i ostalim nevladinim subjektima da dobijaju neophodne informacije, da se uključuju sa svojim predlozima, sugestijama i zahtevima i konačno ukoliko se organizuju javne debate i drugi oblici „potrage za optimalnim rešenjima“, može se govoriti o demokratskom sistemu odlučivanja. Za ovu vrstu analiza je jedno od krucijalnih momenata način (principi, vrednosti i procedure) rešavanja konflikata i oblikovanje optimalne politike (rešenja ili usluge) jer se upravo kroz ovaj proces može olakšati pronalaženje optimalnog javnog interesa.
Politički akteri koji mogu učestvovati u kreiranju i realizaciji javnih politika mogu biti: formalni (izabrani i drugi organi svih nivoa vlasti) i neformalni (nevladini) koje čine građani, grupe građana, nevladine organizacije itd. Rešavanje svakog socijalnog problema mogu pokrenuti građani, vlast bilo kog nivoa ili zajedno obe ove grupe aktera.
Obično se ističe da je javna politika upravo ciljno usmerena aktivnost koju pokreću socijalne akteri radi rešavanja određenog problema. Neki autori opet u javnoj politici vide instrument regulacije i usmeravanja ljudskog ponašanja u prihvatljivom smeru. Drugi autori daju nešto opštije definicije smatrajući da javnu politiku čine stalne odluke koje se odlikuju stalnošću i ponavljanjem u ponašanju i to kako kreatora javnih politika tako i onih na koje se te politike odnose i primenjuju.
U jezičkom smislu bitno je identifikovati jedan broj fenomena bitnih za praćenje javnih politika. Pre svega to je intencija (namera) da se određeni socijalni problem reši što čini smisao akcije koju pokreću politički akteri. Ovi akteri nužno u ovom procesu postavljaju ciljeve kojima se teži i koji se žele ostvariti realizacijom date politike. Ciljevi mogu biti opšti (aims) ili posebni (objectives).
Planovi i predloži predstavljaju važna sredstava za konačno oblikovanje politika. Od velikog je značaja koji broj i obuhvat socijalnih aktera se uključuje u ove procese te je pored kreatora bitno na određeni način uključiti i građane. Programi su, od strane vlasti i vladinih institucija, autorizovani instrument kojim se kreiraju politike u pravcu realizacije postavljenih ciljeva. U raznim fazama se donose brojne odluke i prave izbori koji čine specifične akcije usmerene na postavljanje ciljeva, na razvoj planova kao i na primenu i vrednovanje programa. U procesu primene i nadgledanja realizacije javnih politika prate se realizovani rezultati (kao nameravani efekti) kao i nenameravane, propratne posledice. Rezultati sprovođenja javnih politika mogu biti zakoni, statuti, razna normativna akta, odluke izvršnih vlasti, sudske odluke itd.
Studije i analize javnih politika su usmerene u pravcu izučavanja svih komponenti javne politike i političkih procesa koji ih prate. Druga oblast je studija uzroka kreiranja i posledica realizacije javnih politika dok treća oblast obuhvata metodološko osposobljavanje za ovladavanje veštinama korišćenja razuma, podataka i metoda za izbor najbolje politike između postojećih, kreiranih alternativa.

## Kreiranje javnih politika
Model koji je široko usvojen i koji na najbolji način prikazuje proces kreiranja javnih politika se naziva ciklusom javne politike, koji je sastavljen od pet koraka:
- Definisanje problema: Polazna tačka u procesu kreiranja javne politike sastoji se od identifikacije određenog problema koji postoji u zajednici. Jako nam je važno da problem bude lako uočljiv, potkrepljen validnim argumentima i na kraju, odlično prezentiran, da bismo vladu uverili da se njime pozabavi.
- Formulacija javne politike: Kada je problem dovoljno dobro definisan, sljedeći korak se sastoji u formulisanju raspoloživih načina kako problem može biti riješen, odnosno u formulisanju raspoloživih opcija javne politike.
- Izbor najpogodnije opcije javne politike: Nakon formulisanja različitih raspoloživih rješenja, trebate odlučiti kojoj od njih dajete prednost, odnosno koje smatrate najboljim.
- Sprovođenje i praćenje javne politike: zavisi prvenstveno od prethodnih koraka, i ako su prethodni koraci pripremljeni na odgovarajući način, to će nam pomoći da naša javna politika bude i usvojena.

- Evaluacija nam služi kao procjena sprovođenja javne politike i jako je bitna i kao osnova za donošenje budućih odluka. Međutim, kod donošenja javne politike, poduzimanjem ovih koraka, nije sve gotovo.

### Monitoringjavnih politika
Metode za monitoring uočenih rezultata javne politike obezbeđuju informacije o posledicama usvajanja javnih politika, pomažući time u fazi implementacije javne politike. Monitoring pomaže da se oceni stepen usklađenosti, da se otkriju nenameravane posledice javnih politika i programa, da se identifikuju prepreke i ograničenja u implementaciji i da se lociraju izvori odgovornosti za odstupanja od javnih politika. Monitoring je i sistemsko prikupljanje informacija u svrhu proveravanja napretka koji projekat ostvaruje u odnosu na planove. Najčešći način prikupljanja podataka o ishodu projekta su neformalne diskusije, studije slučaja (praćenje slučaja), razmatranje i diskusija te pregled publikacija, štampe i informativnih biltena. Tek posle analize konkretnih rezultata možemo ocijeniti da li je javna politika uspešna i da li je problem koji je njom istaknut rešen.

### Učešće građana u kreiranju javnih politika
U demokratskim društvima svaki član društva ima pravo da sudi o javnim politikama i direktno učestvuje u njihovom kreiranju. Sve učesnike u donošenju javnih politika klasificiramo na dvije osnovne grupe – zvanične i nezvanične učesnike. Zvanični učesnici su uključeni u proces javne politike na temelju njihovih zakonskih ili ustavnih odgovornosti i oni imaju moć da kreiraju i sprovode javne politike. Zakonodavne, izvršne i sudske institucije su prave zvanične institucije. Nezvanični akteri uključuju one koji imaju ulogu u procesu javnih politika bez eksplicitnog zakonskog ovlašćenja (ili dužnosti).
Mediji su izuzetno važan učesnik u procesu kreiranja javnih politika zbog njihove implicitne uloge pružaoca političkih informacija i monitoringa vlade, ali mediji nemaju formalnu (zvaničnu), garantovanu ulogu u procesu kreiranja javnih politika.
U zvanične učesnike, koji imaju ulogu kreiranja javne politike mogu biti predsednik, vlada, ministarstvo unutar vlada (izabrani zvaničnici i birokratija) te vladine agencije.
U nezvanične aktere se ubrajaju individualni građani, nevladine organizacije i političke partije.

## Literatura
- Mesquita, Ethan Bueno de (2017). Political Economy for Public Policy. Princeton University Press. ISBN 9780691168739.
- Gilbert, Brett Anitra; David B. Audretsch, McDougall, Patricia P. (2004), The Emergence of Entrepreneurship Policy, Small Business Economics 22
- Cohen, Nissim (2012). „Policy entrepreneurs and the design of public policy: Conceptual framework and the case of the National Health Insurance Law in Israel”. Journal of Social Research & Policy. 3 (1): 5—26.
- David B. Audretsch; Grilo, Isabel; Thurik, A. Roy (2007), Explaining entrepreneurship and the role of policy: a framework, in: David Audretsch, Isabel Grilo and A. Roy Thurik (eds.), Handbook of Research on Entrepreneurship Policy, Edward Elgar Publishing
- David B. Audretsch and Beckmann, Iris A.M. (2007), From Small Business to Entrepreneurship Policy, in: David Audretsch, Isabel Grilo and A. Roy Thurik (eds.), Handbook of Research on Entrepreneurship Policy, Edward Elgar Publishing
- Considine, Mark (2005). Making Public Policy.. Polity Press.

## Spoljašnje veze
- Republički sekretarijat za javne politike Vlade Republike Srbije
- Grupa za analizu i kreiranje javnih politika
- BIRN analize javnih politika